# 9,10-环二氧-9,10-二氢蒽
9,10-环二氧-9,10-二氢蒽是一种有机化合物，化学式为C14H10O2。它可由蒽和单线态氧反应得到：
它在碱性条件下可以分解为蒽醌。TiCl3/Zn-Cu可以将其还原为蒽。